# Hurley, Missouri
Hurley är en ort i Stone County i Missouri. Vid 2020 års folkräkning hade Hurley 176 invånare.